# Babiakowa
Babiakowa – skała w masywie Flaków w Pieninach, w ich części zwanej Pieninami Czorsztyńskimi.
Babiakowa, jak inne skały Pienin, zbudowana jest z wapienia. Znajduje się w porośniętym lasem południowo-wschodnim grzbiecie Flaków opadającym do doliny potoku Lęborgowy, ponad polanami Podstosie i Za Zamczyskiem, na obszarze niedostępnym turystycznie.